# Sorano
Sorano je mesto in občina v provinci Grosseto, v južna Toskani v Italija.
Je kot starodavno srednjeveško gradišče, ki visi iz pečine iz tufa nad reko Lente.
Občino tvorita občinski sedež Sorano in vasi (frazioni): Castell'Ottieri, Cerreto, Elmo, Montebuono, Montevitozzo, Montorio, San Giovanni delle Contee, San Quirico, San Valentino in Sovana. 

## Zgodovina
Sorano je bil verjetno poseljen z Villanovsko kulturo, vendar se prve zgodovinske omembe nanašajo na 3. stoletje pred našim štetjem, ko je bilo etruščansko mesto pod vplivom bolj naseljene bližnje Sovane.
Iz zgodovine izgine pod rimsko prevlado in se ponovno pojavi leta 862, ko ga je kot grofijo ustanovil cesar Ludvik II. pod suzerenstvom rodbine Aldobrandeschi. Ti so bili najmočnejši fevdalci južne Toskane več kot štiri stoletja, izginili so leta 1312, ko je Margareta umrla brez moških naslednikov. Njena hči Adelaide se je poročila z Romano di Gentile Orsinijem, ki je mesto dodal družinskim fevdom.
Grofija Pitigliano-Sorano se je borila proti Republiki Siena, vendar je bila prisiljena sprejeti njeno suzerenstvo leta 1417. Popolno neodvisnost je dobila leta 1556, ko je bila slednja pripojena toskanskemu vojvodstvu. Trdnjava je bila zaradi svojega strateškega položaja pogosto napadana; bila je tudi sedež bratomornih spopadov med Orsiniji. Leta 1604 je s smrtjo Alessandra di Bertolda postala del velikega vojvodstva Toskana.
Leta 1860 je postala del Kraljevine Italije.

## Znamenitosti
- Rocca degli Orsini (grad Orsini), zgrajen v 14. stoletju, a ga je v celoti obnovil Niccolò IV. Orsini leta 1552. Velja za enega najpomembnejših primerov renesančne vojaške arhitekture. Ima dva masivna kotna bastijona, povezana z linijo zidov z glavnimi vrati, ki jih prepletata omembe vreden grb in kvadratni stolp. V notranjosti obzidja so ostanki starodavnega jedra z okroglim stolpom in  dvižnim mostom, ki so zdaj izginili. Pred kratkim so odkrili cikel fresk sienske šole iz 16. stoletja.
- Masso Leopoldino, iz naravnega tufa izklesana v obliki utrjene, panoramske terase po naročilu velikega vojvode Leopolda.
- Vitozza, jamsko naselje in trdnjava; v srednjem veku je imela Vitozza poleg jamskega naselja utrjen grad, vsaj dve trdnjavi in kraje čaščenja, vključno z večjo in dvema manjšima cerkvama. Jamsko naselje Vitozza je zagotovo največje in najpomembnejše v osrednji Italiji. Vključuje več kot dvesto jam, izkopanih iz lokalnega kamna tufa. Jame, ki so se uporabljale za človeško bivanje, se razprostirajo po poti skozi gozd s pogledom na dolino reke Lente. Nekatere so med seboj precej blizu, druge pa so bolj izolirane. Različno oblikovane jame so služile različnim namenom: za stanovanja, za živali, kot kolumbarij.

Še en grad je v občini Sovana. 